# St. Johannes der Täufer (Neunhof)

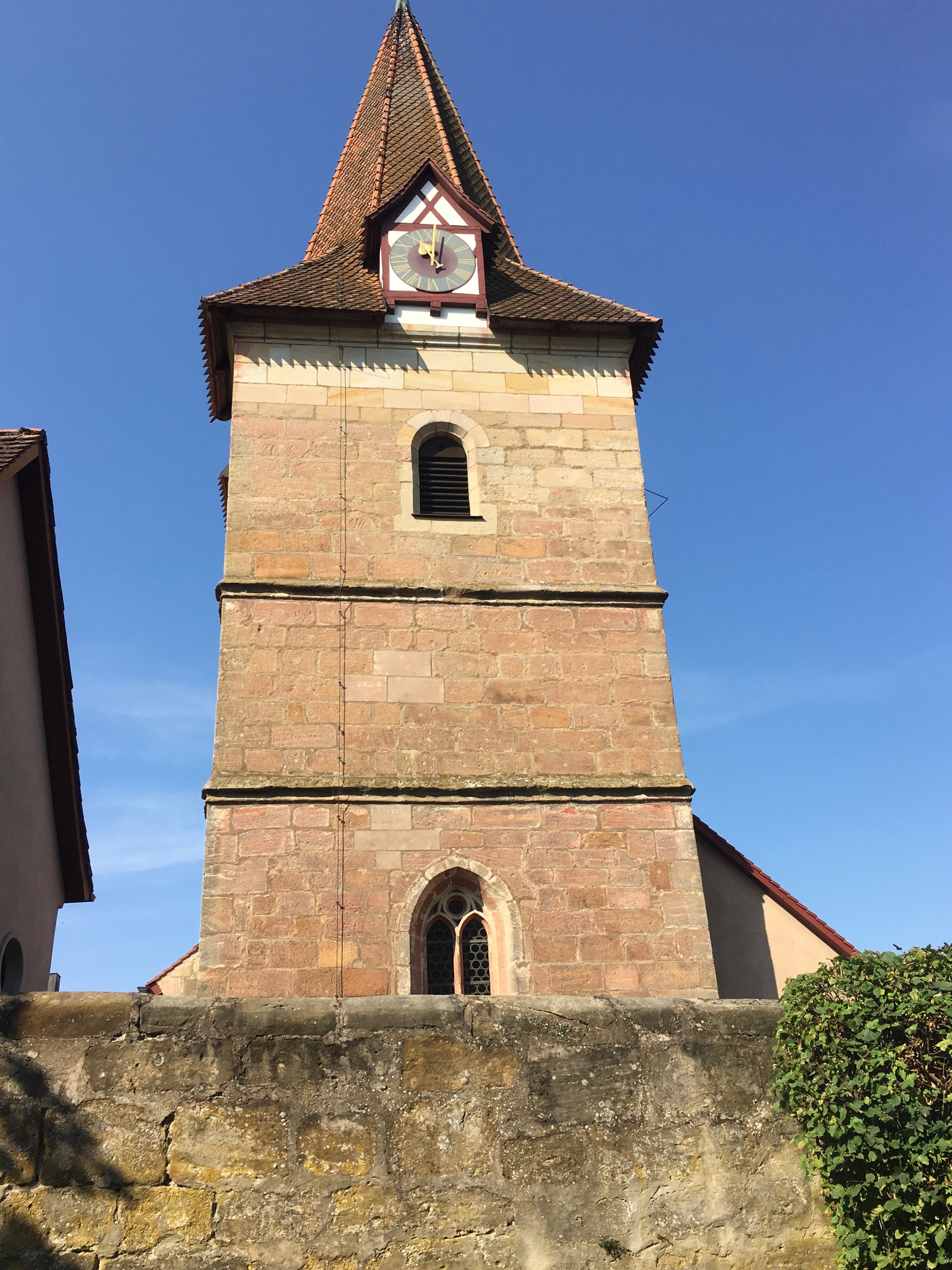
St. Johannes der Täufer (Neunhof)

Die denkmalgeschützte, evangelische Pfarrkirche St. Johannes der Täufer steht in Neunhof, einem Gemeindeteil der Stadt Lauf an der Pegnitz im Landkreis Nürnberger Land (Mittelfranken, Bayern). Sie ist als Baudenkmal unter der Denkmalnummer D-5-74-138-223 in der Bayerischen Denkmalliste eingetragen. Die Kirchengemeinde gehört zur Pfarrei Beerbach im Dekanat Erlangen im Kirchenkreis Nürnberg der Evangelisch-Lutherischen Kirche in Bayern.

## Beschreibung
St. Johannes der Täufer ist eine Saalkirche. Im Zweiten Markgrafenkrieg wurde sie zerstört und nach 1550 wieder aufgebaut. In Verbindung mit dem Wiederaufbau wurden im Innenraum des Langhauses die Emporen, der Altar und die Kanzel eingebaut und ein hölzernes Tonnengewölbe wurde eingezogen. Das spätgotische Relief im Schrein des Altares zeigt die Taufe Jesu und nimmt damit Bezug auf Johannes den Täufer. Der Chorturm, der im Kern von 1470 stammt, wurde zugleich erhöht. 1670 wurde unter dem Chor eine Gruft für die Welser eingerichtet, die in Neunhof ihre Sommerresidenz hatten. Zwischen 1710 und 1744 wurde die Kirche barockisiert. 1893 wurde das Langhaus um einen Windfang nach Westen erweitert.
Der Chorturm wurde 1902 auf drei Geschosse aufgestockt. Im obersten Geschoss hängen vier Glocken, eine von 1797 und drei von 2020. Außerdem wurde der Turm mit einem achtseitigen Knickhelm bedeckt, in dessen Dachgauben die Zifferblätter der Turmuhr eingesetzt sind.
Die Orgel mit neun Registern, zwei Manualen und Pedal wurde 2005 von Georges Heintz in den Prospekt von 1871 eingebaut.